# Thelasis bifolia
Thelasis bifolia är en orkidéart som beskrevs av Joseph Dalton Hooker. Thelasis bifolia ingår i släktet Thelasis och familjen orkidéer.
Artens utbredningsområde är Assam (Indien). Inga underarter finns listade i Catalogue of Life.